# Rytterdybet
Rytterdybet eller Ryttergat (på tysk Rütergat el. Ruyter Tiefe, på nordfrisisk Rütjergat) er en tidevandsstrømme (en større pril eller et søgat) i vadehavet beliggende sydøst for friserøen Amrum, der skærer sig fra sydvest ind i det nordfrisiske vadehav mellem Vestbrænding (Westbrandung) og Hever Knobs på den ene og Søsand på den anden side. Grunden på nordsiden er stejl opgående. På dybets barre er der kun 3,4 meter vand. En anden strømme ved Rytterdybet er Smaldybet (nordfrisisk Smeal Djip). Rytterdybet og Smaldybet løber mod nordøst, hvor de forgrener sig i Nørreaa (syd for Før) og Sønderaa (syd for Langenæs). Fyret i Niblum på Før sikrer store skibes indsejling og sejlads i strømmen.